# Опукские каменоломни
Опукские каменоломни — подземные каменоломни на юго-западе Керченского полуострова, на склонах горы Опук. Выработки велись в известняках Опукской синклинали пильным способом. Добыча велась в конце XVIII—XX веках.

## Описание
Опукская синклиналь  сложена меотическими известняками подстилаемыми сарматскими глинами и расположена в пределах одноименного мыса на крайнем юге Керченского полуострова. Она представляет собой небольшую замкнутую складку, её высшая точка гора Опук возвышается на 184 м над уровнем моря. Складка сильно иссечена разломами (сейсмогенными рвами), в ней обнаружено несколько небольших естественных пещер, таких как шахты Опукская-Юбилейная и Затерянный мир, частично засыпанных обломочным материалом.
Опукские каменоломни расположены на восточном крыле синклинали, в обрыве верхнего плато. Общая протяженность выработок невелика и составляет около 790 м. Примерно в 500 м на юго-запад расположена еще одна относительно небольшая каменоломня. Имеется большое количество граффити разных периодов, причём многие нанесены резьбой по камню. В настоящее время в связи с разрушением породы и большим числом обвалов посещение каменоломен неподготовленными экскурсантами представляет опасность.
Здесь обитает большая колония летучих мышей, относящихся к разным видам, в частности: большой подковонос, остроухая и усатая ночницы. Все они занесены в Красную книгу Украины, а сами каменоломни включены в Международный список ключевых подземных местонахождений рукокрылых Европы. Для защиты животных от тревожащих факторов в период размножения администрация Опукского заповедника запрещает вход в катакомбы с 1 апреля по 1 октября, о чем имеется информационная табличка. На полу галерей колония образовала мощные залежи гуано.

## История
В V в. до н. э. у подошвы горы находилось греческое поселение — Киммерик, входившее в состав Боспорского царства. Здесь сохранились остатки строений, фундаменты домов и стены. На вершине горы также есть остатки сооружений. Крепость на восточной вершине горы Опук была впервые построена в I веке до н. э. Новая цитадель датируется IV—VI веками н. э. Таким образом, добыча камня тут велась с глубокой древности.

Каменоломни, сохранившиеся на склонах до нашего времени в непосредственной близости от развалин древней цитадели, датируются концом конце XVIII—XX веками, добыча в них велась пильным способом. Во время Второй мировой войны они служили укрытиями поочерёдно советских и немецких войск, контролирующих побережье.

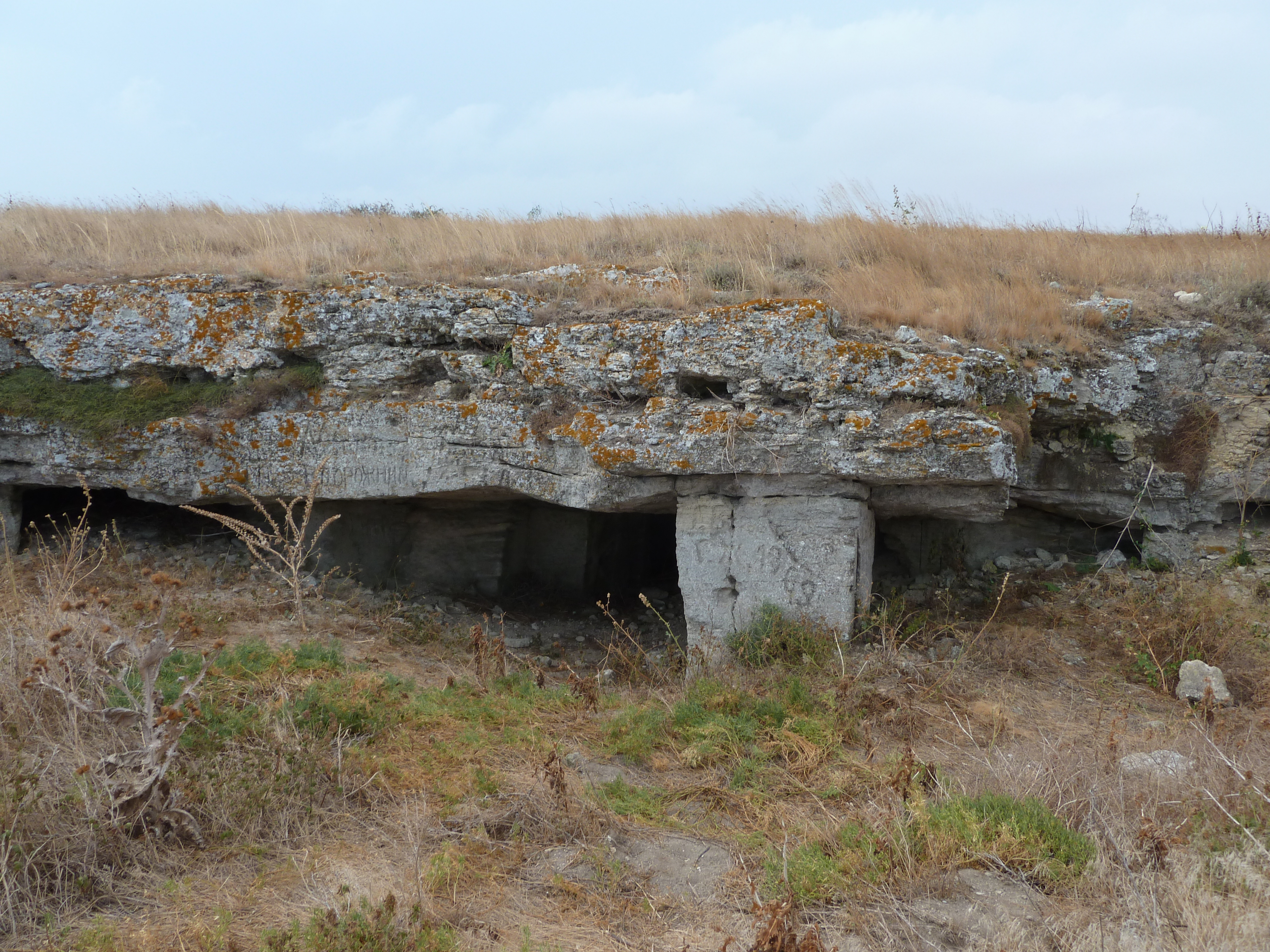
Опукские каменоломни, входы
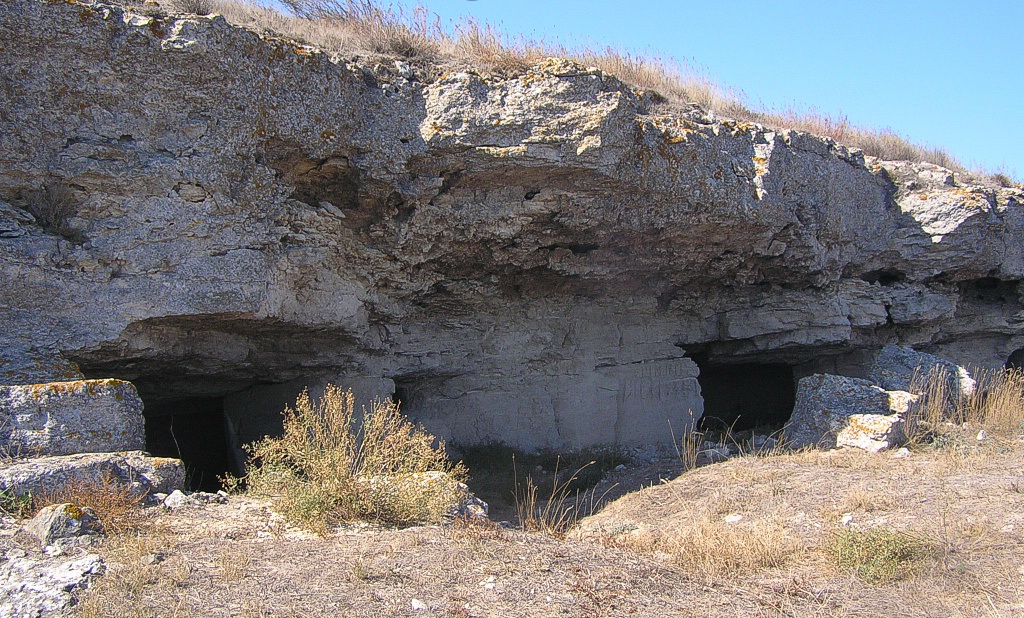
Уступ ориентирован на восток
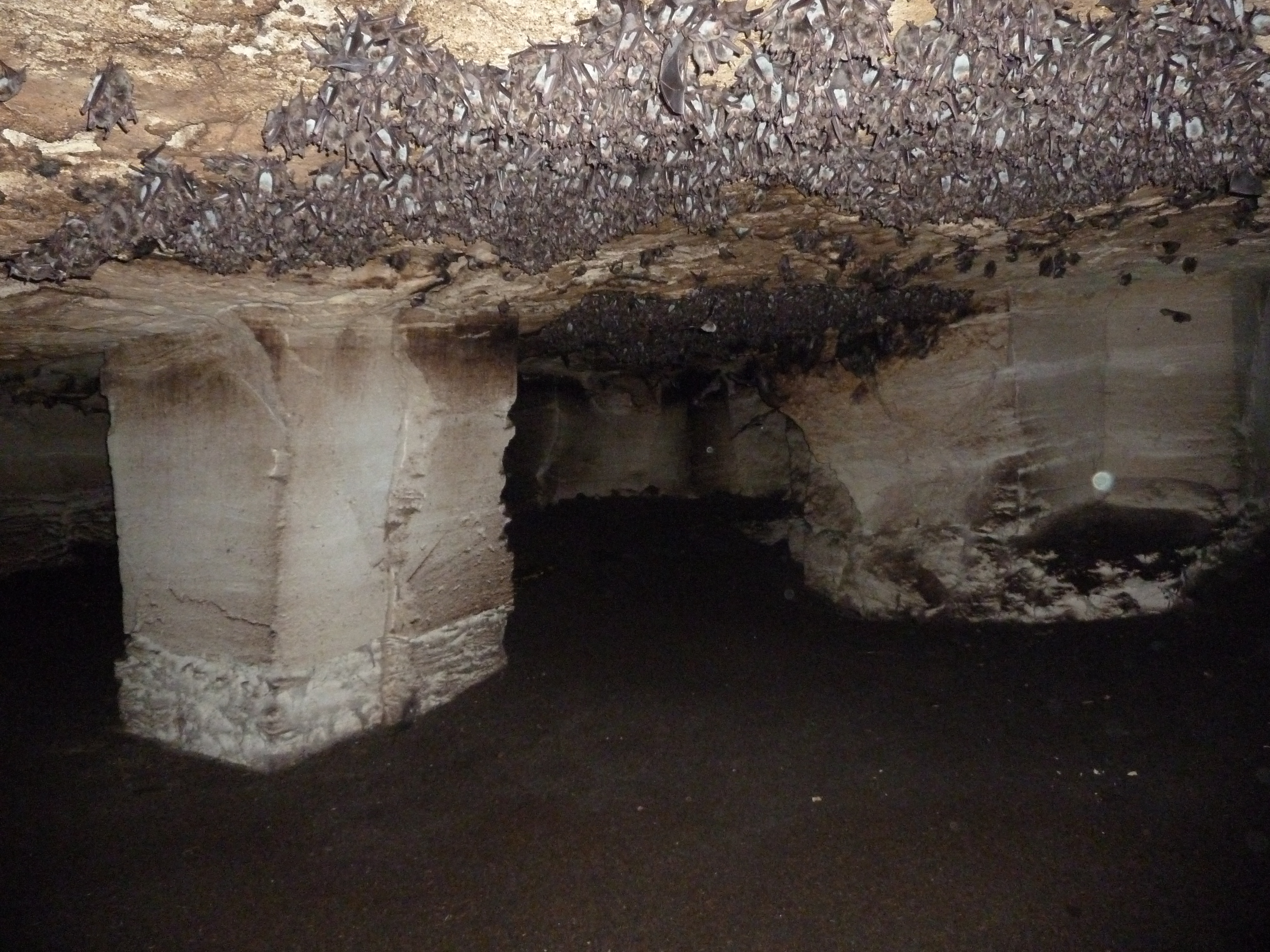
Колония летучих мышей